# Racing Muide
Racing Muide was een Belgische voetbalclub uit Gent. De club sloot in 1972 aan bij de KBVB met stamnummer 7768. 
In 1991 fuseerde de club met Sporting Gandasparta en werd FC Gent.

## Geschiedenis
Racing Muide werd begin jaren zeventig opgericht  door Louis Impe en na twee jaar bij het Koninklijk Belgisch Liefhebbersverbond, sloot deze club zich in 1972 aan bij de KBVB. De naam van de club verwijst naar de gelijknamige noordelijke Gentse wijk Muide. 
Racing Muide speelde in het Stadion Louis Impe in de Zeilschipstraat.
De club beleefde zijn sportieve hoogtepunt in 1979 toen de kampioenstitel in Derde Provinciale werd behaald en twee seizoenen in Tweede Provinciale volgden. 
Op het einde van de jaren tachtig belandde de club in Vierde Provinciale. 
In 1991 fuseerde Racing Muide met Sporting Gandasparta. Men ging door onder het stamnummer van Gandasparta, maar speelde verder in het Stadion Louis Impe, dat voor Gandasparta helemaal aan de andere kant van de stad lag, want deze club stamde uit de wijk Sint-Coleta in het zuiden van Gent.